# ISS-Expeditie 45
ISS-Expeditie 45 is de vijfenveertigste missie naar het Internationaal ruimtestation ISS. De missie begon op 11 september 2015 met het vertrekken van het Sojoez TMA-16M-ruimtevaartuig vanaf het ISS met drie bemanningsleden van ISS-Expeditie 44 aan boord. Er werden twee ruimtewandelingen uitgevoerd door de bemanning met een duur van 15 uur en 4 minuten.

## Bemanning
| Positie           | Ruimtevaarder                           |                                         |
| ----------------- | --------------------------------------- | --------------------------------------- |
| Bevelhebber       | Scott Kelly, NASA 4e ruimtevlucht       | Scott Kelly, NASA 4e ruimtevlucht       |
| Flight Engineer 1 | Michail Kornijenko, RSA 2e ruimtevlucht | Michail Kornijenko, RSA 2e ruimtevlucht |
| Flight Engineer 2 | Oleg Kononenko, RSA 3e ruimtevlucht     | Oleg Kononenko, RSA 3e ruimtevlucht     |
| Flight Engineer 3 | Kimiya Yui, JAXA 1e ruimtevlucht        | Kimiya Yui, JAXA 1e ruimtevlucht        |
| Flight Engineer 4 | Kjell N. Lindgren, NASA 1e ruimtevlucht | Kjell N. Lindgren, NASA 1e ruimtevlucht |
| Flight Engineer 5 | Sergej Volkov, RSA 3e ruimtevlucht      | Sergej Volkov, RSA 3e ruimtevlucht      |